# Clastoptera aequinoctalis
Clastoptera aequinoctalis är en insektsart som beskrevs av Victor Lallemand 1938. Clastoptera aequinoctalis ingår i släktet Clastoptera och familjen Clastopteridae. Inga underarter finns listade i Catalogue of Life.